# Verizon Communications
Verizon Communications Inc. és una companyia global de banda ampla i telecomunicacions i part de l'índex Dow Jones. La companyia va ser fundada en 1983 com Bell Atlantic (amb seu a Nova York) amb una grandària que abastava de Nova Jersey a Virgínia, i va sorgir com a part de la desintegració, en 1984 d'AT&T en set «Baby Bells». El 1997 Bell Atlantic es va fusionar amb una altra empresa de Bell Operatiu Regional, NYNEX, amb seu a Nova York i amb una extensió que anava des de Nova York fins a Maine. La companyia resultant va conservar el nom de Bell Atlantic. El 2000, Bell Atlantic va adquirir l'antiga companyia independent de telèfon GTE, i va adoptar el nom de Verizon (un acrònim de veritas i horitzó). La seu de la companyia està situada a l'edifici Verizon en 140 West Street, Sota Manhattan, Nova York.

## Història
Verizon es va fundar com Bell Atlantic Corporation de la mà de la corporació AT&T, com un dels 7 Baby Bells que varen ser formats després dels judicis antimonopoli contra AT&T. Originàriament operaven en els estats de Nova Jèrsei, Pennsilvània, Delaware, Maryland, West Virginia, així com Washington D.C, als Estats Units.
El 30 de juny de 2000 Bell Atlantic adquireix GTE i canvia el seu nom a Verizon Communications Inc. Aquesta va ser una de les més grans fusions en la història dels negocis als Estats Units. La companyia va passar a valer més de 52 mil milions de dòlars.
Verizon actualment té més de 140 milions de subscriptors. Després de fusionar-se amb MCI compta amb més de 250 mil empleats.
El 5 de juny de 2013, el diari britànic The Guardian va informar que havia obtingut una ordre del FBI, aprovada pel Tribunal de Vigilància d'Intel·ligència Estrangera dels Estats Units, que instava a Verizon a lliurar les metadades de totes les trucades telefòniques realitzades als Estats Units a l'Agència de Seguretat Nacional (NSA).
El setembre de 2013 Verizon va adquirir el 45% de Verizon Wireless, propietat de Vodafone, per 130.000 milions de dòlars, convertint-se en la tercera major operació corporativa signada fins avui. L'acord, tancat el 21 de febrer de 2014, va donar a Verizon la propietat exclusiva de Verizon Wireless.
El 22 de gener de 2014 The Wall Street Journal va informar que Verizon Communications Inc. havia rebut, fins a aquesta data, més de mil sol·licituds demanant informació sobre els seus abonats per motius de seguretat nacional, a través de National security letter (Cartes de Seguretat Nacional) de l'FBI. En total Verizon hi havia va rebre, el gener de 2014, 321.545 sol·licituds d'informació dels seus clients en l'àmbit federal, estatal i local dels Estats Units.
El 25 de juliol de 2016 es va anunciar que Verizon compraria l'empresa d'internet Yahoo! per 4.800 milions de dòlars.
El juny de 2017 Verizon va crear la subsidiària Oath Inc., que abasta AOL, Yahoo!, i altres empreses de continguts digitals.
El gener de 2018 Verizon Connect, la divisió de telemàtica de la firma nord-americana Verizon Communications, adquireix la companyia espanyola Movildata Internacional, especialitzada en solucions de gestió i control de flotes, ampliant la seva presència al sud d'Europa. Aquesta divisió té presència a més a Regne Unit, Irlanda, els Països Baixos, Alemanya, França, i Polònia.